# Błażej Augustyn
Błażej Augustyn (Strzelin, Polonia, 26 de enero de 1988) es un futbolista polaco que juega de defensa en el Wieczysta Cracovia de la III Liga de Polonia.

## Carrera
Augustyn comenzó su carrera en las divisiones juveniles de SK Strzelinianka Strzelin a finales de 1990 y permaneció en el club amateur hasta que fue transferido al Slask Wroclaw en 2003. Se quedó con la cantera para una sola temporada antes de trasladarse a UKS SMS Lodz en 2004. Después de una actuación impresionante con el equipo juvenil del club, Augustyn hizo una transferencia a la Premier League con el Bolton Wanderers.
Augustyn firmó oficialmente para el Bolton Wanderers a mediados de la temporada 2005-06, e hizo su única aparición con el primer equipo el 6 de enero de 2007 contra el Doncaster Rovers. Se le ofreció una extensión de contrato por el ex del Bolton, Sammy Lee, pero lo rechazó como sus oportunidades primer equipo sería limitado.
En junio de 2007, Augustyn volvió a Polonia, la firma de un contrato de cuatro años con el Legia de Varsovia. Entre 2007 y 2008, Augustyn de 19 años, hace justo cuatro apariciones en el primer equipo, pero pasó un tiempo en el equipo juvenil también.
En agosto de 2008, se unió a Rimini Calcio Football Club a préstamo en la Serie B de Italia. Él sufrió una lesión en la rodilla durante su segunda aparición en el club que lo hizo perderse la mayor parte de la temporada, pero hizo cuatro apariciones en partidos de liga regular. Siguiendo el descenso de Rimini, Augustyn volvió a Legia de Varsovia, pero fue vendido al instante volver a Italia, uniéndose a la Serie A formando parte del Calcio Catania en junio de 2009.
En junio de 2009, Augustyn firmó un contrato por cuatro años con el Calcio Catania. Durante la pretemporada, ganó con el Catania la Copa Dahlia, jugando en el mismo día los partidos frente a Cagliari y Fiorentina. El 15 de agosto hizo su debut oficial contra el Cremonese en la Copa de Italia . El 23 de agosto hizo su debut en la Serie A, Augustyn fue expulsado después de recibir una segunda tarjeta amarilla en el minuto 78. Hizo también diez partidos de Liga, seis de ellos en el once inicial, antes de que su temporada se vio truncada por una lesión de rodilla en abril de 2010. Él volvió a la acción en enero de 2011. En agosto de 2011, fue cedido al Vicenza Calcio de la Serie B, con una opción de compra de la mitad de su contrato.

## Selección nacional
Ha sido internacional en 2011 con la selección de fútbol sub-21 de Polonia jugando 1 partido.

## Clubes
| Club                        | País       | Año         |
| --------------------------- | ---------- | ----------- |
| Bolton Wanderers            | Inglaterra | 2006 - 2007 |
| Legia de Varsovia           | Polonia    | 2007 - 2008 |
| Rimini Calcio Football Club | Italia     | 2008 - 2009 |
| Calcio Catania              | Italia     | 2009 - 2011 |
| Vicenza Calcio              | Italia     | 2011 - 2012 |
| Calcio Catania              | Italia     | 2012 - 2013 |
| Górnik Zabrze               | Polonia    | 2013 - 2014 |
| Heart of Midlothian         | Escocia    | 2015 - 2016 |
| Ascoli                      | Italia     | 2016 - 2017 |
| Lechia Gdańsk               | Polonia    | 2017 - 2020 |
| Jagiellonia Białystok       | Polonia    | 2020 - 2022 |
| Wieczysta Cracovia          | Polonia    | 2022 -      |

## Palmarés

### Títulos nacionales
| Título               | Club          | País    | Año  |
| -------------------- | ------------- | ------- | ---- |
| Copa de Polonia      | Lechia Gdańsk | Polonia | 2019 |
| Supercopa de Polonia | Lechia Gdańsk | Polonia | 2019 |